# Новая Ельня (Краснопольский район)
Новая Ельня (бел. Новая Ельня) — упразднённая деревня в Краснопольском районе Могилёвской области Беларуси. 

## История
Центр бывшей Новоельнянской волости Чериковского уезда.
Имелся Новоельнянский православный приход.
В советское время - центр Новоельнянского сельского совета.
После аварии на Чернобыльской АЭС (1986) деревня было переселена из-за радиационного загрязнения местности.